# Die Alive
„Die Alive” este cel de-al doilea disc single lansat de cântăreața finlandeză Tarja Turunen de pe albumul My Winter Storm (2007). 

## Ordinea pieselor pe disc
Versiunea standard
1. „Die Alive” (versiunea single) — 4:02
2. „Die Alive” (versiunea alternativă) — 4:08
3. „Lost Northern Star (Ambiance Sublow Mix)” — 04:56
4. „Calling Grace (Full Version)” — 03:18